# Kai Sassenberg
Kai Sassenberg (* 1971 in Rinteln) ist ein deutscher Sozialpsychologe. Seit Oktober 2023 ist er Leiter des Leibniz-Instituts für Psychologie (ZPID) und Professor an der Universität Trier.

## Leben
Kai Sassenberg studierte Psychologie an der Universität Mannheim, wurde 1999 an der Georg-August-Universität Göttingen promoviert und habilitierte sich 2004 über Gruppenbasierte Selbstregulation – Eine Erklärung des Verhaltens von Gruppenmitgliedern auf der Basis von Selbstregulationstheorien an der
Universität Jena. Von 2002 bis 2007 leitete er an der Universität Jena die Nachwuchsgruppe „Motivationale und kognitive Determinanten sozialer Diskriminierung“. Im Jahr 2007 war Kai Sassenberg als Associate Professor für Organisationspsychologie an der Rijksuniversiteit Groningen in den Niederlanden tätig. Von 2007 bis 2023 forschte er am Leibniz-Institut für Wissensmedien in Tübingen und lehrte zudem als Professor an der Universität Tübingen. Von 2017 bis 2020 war Kai Sassenberg President der European Association of Social Psychology. Seit Oktober 2023 leitet Kai Sassenberg das Leibniz-Institut für Psychologie (ZPID).

## Forschung
Kai Sassenbergs Forschung beschäftigt sich mit den Einflüssen von Motivation (insbesondere von selbstregulativen Prozessen) auf soziale Interaktion und Zusammenarbeit. Besonderer Aufmerksamkeit schenkt er dabei den Auswirkungen der Nutzung digitaler Medien. Ein weiterer Forschungsschwerpunkt liegt im Bereich der Regulierung des Selbst im Kontext von sozialer Macht, Führung und Wettbewerb. Zudem erforscht er die Auswirkungen von sozialen Normen und deren Verletzungen sowie den Einfluss von Emotionen und kognitiven Konflikten auf die Verarbeitung von selbstrelevanter Information insbesondere im Gesundheitsbereich.

## Auszeichnungen
- 2004: Young Scientist Award auf dem 28th International Congress of Psychology in Beijing, China
- 2005: Thüringer Forschungspreis, zusammen mit Amélie Mummendey, Thomas Kessler und Thorsten Meiser[6]
- 2017: Fellow der Society of Personality and Social Psychology[7]

## Schriften (Auswahl)
- K. Sassenberg: Digitale Medien als Informationsquelle über Umwelt und Gesundheit für Laien. In: Bundesgesundheitsblatt. Band 60, 2017, S. 649–655.
- K. Sassenberg, M. R. W. Hamstra: The intrapersonal and interpersonal dynamics of self-regulation in the leadership process. In: Advances in Experimental Social Psychology. Band 55, 2017, S. 193–257.
- F. Landkammer, K. Sassenberg: Competing while cooperating with the same others: The consequences of conflicting demands in co-opetition. In: Journal of Experimental Psychology: General. Band 145, 2016, S. 1670–1686.
- K. Sassenberg, H. Greving: Internet searching about disease elicits a positive perception of own health when severity of illness is high: A longitudinal questionnaire study. In: Journal of Medical Internet Research. Band 18, Nr. 3, 2016, S. e56.
- K. Sassenberg, N. Ellemers, D. Scheepers: The attraction of social power: The influence of construing power as opportunity versus responsibility. In: Journal of Experimental Social Psychology. Band 48, 2012, S. 550–555.
- S. Otten, K. Sassenberg, T. Kessler (Hrsg.): Intergroup Relations - the Role of Motivation and Emotion. Psychology Press, London 2009.
- K. Sassenberg, K. J. Jonas, J. Shah, P. Brazy: Why some groups just feel better: The regulatory fit of group power. In: Journal of Personality and Social Psychology. Band 92, 2007, S. 249–267.
- K. Sassenberg, K. J. Jonas, J. Shah, P. Brazy: Why some groups just feel better: The regulatory fit of group power. In: Journal of Personality and Social Psychology. Band 92, 2007, S. 249–267.
- M. Boos, K. J. Jonas, K. Sassenberg (Hrsg.): Computervermittelte Kommunikation in Organisationen. Hogrefe, Göttingen 2000.